# Дионисий Писинов
Дионисий Иванов Писинов е български военен деец, генерал-майор, военен инженер-геодезист, командир на 38-и пехотен полк през Балканската война (1912 – 1913), на 22-ри пехотен полк и на 2-ра бригада от 7-а пехотна рилска дивизия по време на Първата световна война (1915 – 1918).

## Биография
Дионисий Писинов е роден на 12 юли 1863 година в Охрид. Къщата на родителите му се намира в Писиновата махала във Вароша. Завършва гимназията в Кюстендил, след което постъпва във Военното училище в София. По време на Сръбско-българската война (1885) като подпоручик е адютант на дружина от 8-и пехотен приморски полк. По-късно служи в 14-и пехотен македонски полк и в 25-и пехотен драгомански полк, в последния като началник на полковия военен окръг.
През 1890 година, като капитан от 5-и пехотен дунавски полк е командирован за обучение в Императорския кралски военногеографски институт във Виена, който завършва през 1895 година. През есента на същата година Министерството на финансите открива двугодишен курс за техници-земемери, които да изработят карта на държавните имоти. Курсът се провежда на военни начала и се ръководи от капитан Писинов. Постъпват 13 курсисти, от които 11 завършват, като в края на курса е завършена пълната кадастрална карта.
През Балканската война (1912 – 1913) като подполковник поема командването на новосформирания 38-и пехотен полк с който участва в Чаталджанската операция. След войната от 20 март 1914 до 10 септември 1915 командва 22-ри пехотен полк. През Първата световна война (1915 – 1918) полковник Писинов командва 2-ра бригада от 7-а пехотна рилска дивизия. Служи като комендант на Прилеп.
По-късно е произведен в чин генерал-майор и след 1918 година излиза в запас.
Генерал Дионисий Писинов е женен за Невена Писинова от търновския Сарафкин род. Семейството има две деца – син и дъщеря. Синът му е известният архитект Димитър Писинов, автор на множество обществени сгради в София, ръководител на строителството на Централния универсален магазин (ЦУМ), починал в деня на завършването на строежа през 1956 година, като поклонението се състои в централния хол на сградата. 

## Военни звания
- Подпоручик (30 август 1885)
- Поручик (1887)
- Капитан (1890)
- Майор
- Подполковник (18 май 1906)
- Полковник (18 май 1913)
- Генерал-майор

## Награди
- Военен орден „За храброст“ IV степен, 2 клас
- Княжеский орден „Св. Александър“ III степен с мечове по средата (1917)[9]
- Княжески орден „Св. Александър“ V степен без мечове
- Народен орден „За военна заслуга“ V степен на обикновена лента
- Орден „За заслуга“ на военна лента и на обикновена лента.